# Mineralogické muzeum (Neapol)
Mineralogické muzeum (oficiální název Il Real Museo Mineralogico, tj. Královské mineralogické muzeum) se v italské Neapoli nachází v historické přístavní čtvrti (quartiere Porto). Sídlí spolu s dalšími pracovišti a muzei z oblasti přírodních věd neapolské Univerzity Fridricha II (Il Centro musei delle scienze naturali e fisiche) v budově barokního komplexu Casa del Salvatore, kde původně bývala knihovna Collegia Massima Tovaryšstva Ježíšova.

## Historie
Neapolské mineralogické muzeum založil v roce 1801 král Ferdinand I. Neapolsko-Sicilský (v Neapoli vládl pod titulem Ferdinand IV. Bourbonský). Jednalo se o jako první muzeum tohoto zaměření na území Itálie. Král Ferdinand I. podpořil založení muzea bez ohledu na nepříznivou ekonomickou situaci Neapolského království. Za tím účelem král pověřoval některé význačné italské vědce vyhledáváním ukázek minerálů v zahraničí a jejich dovážením pro muzejní sbírky. Již v roce 1789 pověřil král Ferdinand I. mineraloga Mattea Tondiho obstaráním minerálů z Anglie, Německa a Uher. Na základě poznatků, získaných během těchto expedicí, na nichž ho doprovázeli vědci Carmine Antonio Lippi, Giovanni Faicchio, Giuseppe Melograni, Vincenzo Raimondini a Andrea Savaresi, sestavil Matteo Tondi novou klasifikaci kovů.
Postupně italští vědci v čele s Tondim získali minerály pro sbírky neapolského muzea také ve Francii, Španělsku, v Americe i na dalších kontinentech. Již v první polovině 19. století se neapolské Real Museo Mineralogico stalo prestižní institucí. V roce 1845 bylo dokonce vybráno jako místo konání VII. kongresu italských vědců, kterého se zúčastnilo na 1600 vědeckých pracovníků.
Interiéry muzea byly v 19. století využívány i pro společenské a politické události. Po vyhlášení ústavy králem Ferdinandem II. se v roce 1848 v sále muzea konalo zasedání Poslanecké sněmovny a v roce 1860 byla v budově muzea jedna z volebních místností, ve kterých probíhalo hlasování o sjednocení Itálie.
V roce 1992 bylo založeno Il Centro musei delle scienze naturali e fisiche della Federico II, v němž jsou soustředěna všechna odborná pracoviště a muzea z oblasti přírodních věd v rámci Univerzity Fridricha II.

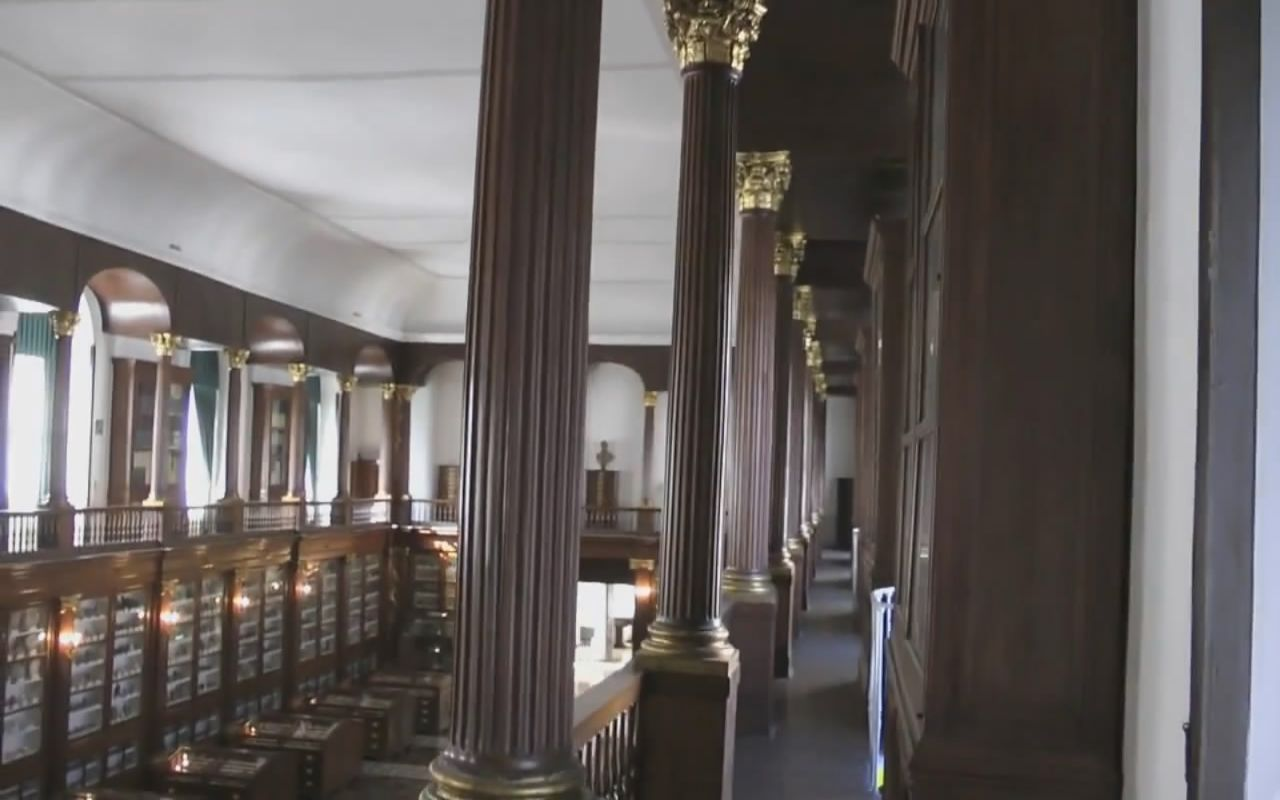
Interiér mineralogického muzea v Neapoli

## Expozice
Ve sbírkách Mineralogického muzea při neapolské univerzitě je vice než 25 000 ukázek minerálů z celého světa. Nechybí ani meteority, drahé kameny a některé rarity a kuriozity. Mezi takové rarity patří například sbírka Tufi Campani, založená v roce 1809. Pozoruhodný je též sideritový meteorit o hmotnosti 7583 gramů, který byl nalezen v roce 1784 u města Toluca v Mexiku. Celková plocha muzea, zahrnující centrální chodbu a jednotlivé sály činí cca 800 čtverečních metrů.

## Dostupnost
Muzeum se nachází na adrese Via Mezzocannone č. 8 v neapolské čtvrti Porto. Sbirky jsou přístupné veřejnosti v pracovní dny (pondělí až pátek) od 9.00 do13.30 hodin, v pondělí a ve čtvrtek též odpoledne od 14.30 do 16.45 hodin. Vstupné činí 1,50 eur pro děti a 2,50 eur pro dospělé (2016). Při zájmu o návštěvu více muzeí v rámci Centra musei delle scienze naturali e fisiche della Federico II při neapolské univerzitě je možno zakoupit zvýhodněné vstupenky.